# Olympische Sommerspiele 1936/Teilnehmer (Argentinien)
| Gelbes Symbol für Goldmedaillen mit stilisierten Olympischen Ringen | Graues Symbol für Silbermedaillen mit stilisierten Olympischen Ringen | Braundes Symbol für Bronzemedaillen mit stilisierten Olympischen Ringen |
| ------------------------------------------------------------------- | --------------------------------------------------------------------- | ----------------------------------------------------------------------- |
| 2                                                                   | 2                                                                     | 3                                                                       |

Argentinien nahm bei den XI. Olympischen Sommerspielen 1936 in Berlin mit einer Delegation von 51 Athleten teil.
| Männliche Teilnehmer aus Argentinien | Männliche Teilnehmer aus Argentinien | Männliche Teilnehmer aus Argentinien | Männliche Teilnehmer aus Argentinien | Männliche Teilnehmer aus Argentinien | Männliche Teilnehmer aus Argentinien | Männliche Teilnehmer aus Argentinien | Männliche Teilnehmer aus Argentinien |
| Sportart                             | Sportler                             | Disziplin                            | Platz                                | Bemerkung                            |                                      |                                      |                                      |
| ------------------------------------ | ------------------------------------ | ------------------------------------ | ------------------------------------ | ------------------------------------ | ------------------------------------ | ------------------------------------ | ------------------------------------ |
| Boxen                                | Alfredo Carlomagno                   | Fliegengewicht                       | 4                                    |                                      |                                      |                                      |                                      |
| Boxen                                | Leonardo Gula                        | Bantamgewicht                        | -                                    | Ausgeschieden in „Vorrunde“          |                                      |                                      |                                      |
| Boxen                                | Oscar Casanovas                      | Federgewicht                         | Gold                                 |                                      |                                      |                                      |                                      |
| Boxen                                | Lidiro Oliver                        | Leichtgewicht                        | -                                    | Ausgeschieden in „Viertelfinale“     |                                      |                                      |                                      |
| Boxen                                | Raúl Rodríguez                       | Weltergewicht                        | -                                    | Ausgeschieden in „Viertelfinale“     |                                      |                                      |                                      |
| Boxen                                | Raúl Villarreal                      | Mittelgewicht                        | Bronze                               |                                      |                                      |                                      |                                      |
| Boxen                                | Francisco Risiglione                 | Halbschwergewicht                    | Bronze                               |                                      |                                      |                                      |                                      |
| Boxen                                | Guillermo Lovell                     | Schwergewicht                        | Silber                               |                                      |                                      |                                      |                                      |
| Fechten                              | Ángel Gorordo                        | Florett Einzel                       | -                                    | Ausgeschieden in „1. Vorrunde“       |                                      |                                      |                                      |
| Fechten                              | Ángel Gorordo                        | Florett Team                         | -                                    | Ausgeschieden in „Halbfinale“        |                                      |                                      |                                      |
| Fechten                              | Roberto Larraz                       | Florett Einzel                       | -                                    | Ausgeschieden in „Zwischenrunde“     |                                      |                                      |                                      |
| Fechten                              | Roberto Larraz                       | Florett Team                         | -                                    | Ausgeschieden in „Halbfinale“        |                                      |                                      |                                      |
| Fechten                              | Roberto Larraz                       | Degen Team                           | -                                    | Ausgeschieden in „Zwischenrunde“     |                                      |                                      |                                      |
| Fechten                              | Rofolfo Valenzuela                   | Florett Einzel                       | -                                    | Ausgeschieden in „1. Vorrunde“       |                                      |                                      |                                      |
| Fechten                              | Rofolfo Valenzuela                   | Florett Team                         | -                                    | Ausgeschieden in „Halbfinale“        |                                      |                                      |                                      |
| Fechten                              | Héctor Lucchetti                     | Florett Team                         | -                                    | Ausgeschieden in „Halbfinale“        |                                      |                                      |                                      |
| Fechten                              | Héctor Lucchetti                     | Degen Team                           | -                                    | Ausgeschieden in „Zwischenrunde“     |                                      |                                      |                                      |
| Fechten                              | Luis Lucchetti                       | Florett Team                         | -                                    | Ausgeschieden in „Halbfinale“        |                                      |                                      |                                      |
| Fechten                              | Luis Lucchetti                       | Degen Team                           | -                                    | Ausgeschieden in „Zwischenrunde“     |                                      |                                      |                                      |
| Fechten                              | Manuel Torrente                      | Florett Team                         | -                                    | Ausgeschieden in „Halbfinale“        |                                      |                                      |                                      |
| Fechten                              | Antonio Villamil                     | Degen Einzel                         | -                                    | Ausgeschieden in „Zwischenrunde“     |                                      |                                      |                                      |
| Fechten                              | Antonio Villamil                     | Degen Team                           | -                                    | Ausgeschieden in „Zwischenrunde“     |                                      |                                      |                                      |
| Fechten                              | Raúl Saucedo                         | Degen Einzel                         | -                                    | Ausgeschieden in „Zwischenrunde“     |                                      |                                      |                                      |
| Fechten                              | Raúl Saucedo                         | Degen Team                           | -                                    | Ausgeschieden in „Zwischenrunde“     |                                      |                                      |                                      |
| Fechten                              | José Manuel Brunet                   | Säbel Einzel                         | -                                    | Ausgeschieden in „Vorrunde“          |                                      |                                      |                                      |
| Fechten                              | Vicente Krause                       | Säbel Einzel                         | -                                    | Ausgeschieden in „Zwischenrunde“     |                                      |                                      |                                      |
| Fechten                              | Carmelo Merlo                        | Säbel Einzel                         | -                                    | Ausgeschieden in „Vorrunde“          |                                      |                                      |                                      |
| Leichtathletik                       | Antonio Sande                        | 100 m                                | -                                    | Ausgeschieden in „Vorlauf“           |                                      |                                      |                                      |
| Leichtathletik                       | Antonio Sande                        | 4 × 100 m                            | 4                                    |                                      |                                      |                                      |                                      |
| Leichtathletik                       | Tomás Beswick                        | 100 m                                | -                                    | Ausgeschieden in „Vorlauf“           |                                      |                                      |                                      |
| Leichtathletik                       | Tomás Beswick                        | 200 m                                | -                                    | Ausgeschieden in „Zwischenlauf“      |                                      |                                      |                                      |
| Leichtathletik                       | Tomás Beswick                        | 4 × 100 m                            | 4                                    |                                      |                                      |                                      |                                      |
| Leichtathletik                       | Antonio Fondevilla                   | 100 m                                | -                                    | Ausgeschieden in „Vorlauf“           |                                      |                                      |                                      |
| Leichtathletik                       | Antonio Fondevilla                   | 200 m                                | -                                    | Ausgeschieden in „Vorlauf“           |                                      |                                      |                                      |
| Leichtathletik                       | Carlos Hofmeister                    | 200 m                                | -                                    | Ausgeschieden in „Zwischenlauf“      |                                      |                                      |                                      |
| Leichtathletik                       | Carlos Hofmeister                    | 4 × 100 m                            | 4                                    |                                      |                                      |                                      |                                      |
| Leichtathletik                       | Juan Carlos Anderson                 | 400 m                                | -                                    | Ausgeschieden in „Halbfinale“        |                                      |                                      |                                      |
| Leichtathletik                       | Juan Carlos Anderson                 | 800 m                                | 7                                    |                                      |                                      |                                      |                                      |
| Leichtathletik                       | Juan Carlos Zabala                   | 10.000 m                             | 6                                    |                                      |                                      |                                      |                                      |
| Leichtathletik                       | Juan Carlos Zabala                   | Marathon                             | -                                    | Wettbewerb nicht beendet             |                                      |                                      |                                      |
| Leichtathletik                       | Luis Oliva                           | Marathon                             | -                                    | Wettbewerb nicht beendet             |                                      |                                      |                                      |
| Leichtathletik                       | Juan Lavenás                         | 110 m Hürden                         | -                                    | Ausgeschieden in „Zwischenlauf“      |                                      |                                      |                                      |
| Leichtathletik                       | Juan Lavenás                         | 400 m Hürden                         | -                                    | Ausgeschieden in „Zwischenlauf“      |                                      |                                      |                                      |
| Leichtathletik                       | Juan Lavenás                         | 4 × 100 m                            | 4                                    |                                      |                                      |                                      |                                      |
| Polo                                 | Luis Duggan                          | -                                    | Gold                                 |                                      |                                      |                                      |                                      |
| Polo                                 | Roberto Cavanagh                     | -                                    | Gold                                 |                                      |                                      |                                      |                                      |
| Polo                                 | Andrés Gazzotti                      | -                                    | Gold                                 |                                      |                                      |                                      |                                      |
| Polo                                 | Manuel Andrada                       | -                                    | Gold                                 |                                      |                                      |                                      |                                      |
| Rudern                               | Pascual Giorgio                      | Einer                                | 6                                    |                                      |                                      |                                      |                                      |
| Rudern                               | Horacio Podestá                      | Zweier ohne                          | Bronze                               |                                      |                                      |                                      |                                      |
| Rudern                               | Julio Curatella                      | Zweier ohne                          | Bronze                               |                                      |                                      |                                      |                                      |
| Schießen                             | Guillermo Canciani                   | Kleinkaliber                         | 44                                   |                                      |                                      |                                      |                                      |
| Schießen                             | Juan Rostagno                        | Scheibenpistole                      | 18                                   |                                      |                                      |                                      |                                      |
| Schießen                             | Miguel Lonegro                       | Scheibenpistole                      | 27                                   |                                      |                                      |                                      |                                      |
| Schießen                             | Carlos Balestrini                    | Schnellfeuerpistole                  | 19                                   |                                      |                                      |                                      |                                      |
| Schießen                             | Lorenzo Amaya                        | Schnellfeuerpistole                  | 28                                   |                                      |                                      |                                      |                                      |
| Segeln                               | Rufino Rodríguez de la Torre         | 8-m-Klasse                           | 7                                    |                                      |                                      |                                      |                                      |
| Segeln                               | Mario Ortíz                          | 8-m-Klasse                           | 7                                    |                                      |                                      |                                      |                                      |
| Segeln                               | Luis Aguirre                         | 8-m-Klasse                           | 7                                    |                                      |                                      |                                      |                                      |
| Segeln                               | Hipólito Gil                         | 8-m-Klasse                           | 7                                    |                                      |                                      |                                      |                                      |
| Segeln                               | Rafael Iglesias                      | 8-m-Klasse                           | 7                                    |                                      |                                      |                                      |                                      |
| Segeln                               | Guillermo Peralta                    | 8-m-Klasse                           | 7                                    |                                      |                                      |                                      |                                      |
| Segeln                               | Julio Sieburger                      | 6-m-Klasse                           | 4                                    |                                      |                                      |                                      |                                      |
| Segeln                               | Claudio Bincaz                       | 6-m-Klasse                           | 4                                    |                                      |                                      |                                      |                                      |
| Segeln                               | Germán Frers                         | 6-m-Klasse                           | 4                                    |                                      |                                      |                                      |                                      |
| Segeln                               | Edlef Ernesto Hosmann                | 6-m-Klasse                           | 4                                    |                                      |                                      |                                      |                                      |
| Segeln                               | Jorge Luis Linck                     | 6-m-Klasse                           | 4                                    |                                      |                                      |                                      |                                      |
|                                      |                                      |                                      |                                      |                                      |                                      |                                      |                                      |
| Weibliche Teilnehmer aus Argentinien |                                      |                                      |                                      |                                      |                                      |                                      |                                      |
| Sportart                             | Sportler                             | Disziplin                            | Platz                                | Bemerkung                            |                                      |                                      |                                      |
| Schwimmen                            | Jeanette Campbell                    | 100 m Freistil                       | Silber                               |                                      |                                      |                                      |                                      |